# Trotocalpe
Trotocalpe är ett släkte av fjärilar. Trotocalpe ingår i familjen mätare.
Kladogram enligt Catalogue of Life:
| Trotocalpe | \| \| Trotocalpe albilunata \| \| \| \| \| \| Trotocalpe leucoparypha \| \| \| \| |
|            | \| \| Trotocalpe albilunata \| \| \| \| \| \| Trotocalpe leucoparypha \| \| \| \| |
|            | Trotocalpe albilunata                                                             |
|            |                                                                                   |
|            | Trotocalpe leucoparypha                                                           |
|            |                                                                                   |